# 布施年麿
布施 年麿（ふせ としまる、生没年不詳）とは、明治時代の浮世絵師。

## 来歴
月岡芳年の門人。『浮世絵師人名辞書』に「芳年門人、布施氏」とある。元治元年（1864年）版行の芳年作の錦絵「神奈川横浜之風景」の背景に「門人年麿筆」、明治4年（1871年）版行の「東京料理頗別品 」（縦大判）に「校合　年麿」、また明治6年建立の一勇斎歌川先生墓表にも「芳年社中」として「年麿」の名が見える。明治31年（1898年）建立の月岡芳年翁之碑には「芳年社中故門人」の中に「年麿」の名があり、これ以前に没していたとみられるが、その他の経歴や作については不明。